# Castelo de Stirling
O Stirling Castle (Castelo de Stirling) é um castelo localizado em Stirling, na Escócia. Situa-se acima da cidade velha, na Castle Hill (Colina do Castelo), um monte íngreme de origem vulcânica que faz parte da formação geológica Stirling Sill. Em posição dominante no topo do maciço rochoso e cercado por três lados por escarpas íngremes, o que lhe confere uma forte posição defensiva, é considerado um dos maiores e mais expressivos castelos do país, tanto pela sua arquitectura como pela sua história.
Em consequência da sua localização estratégica nas margens do Rio Forth, guardando aquela que foi, até à década de 1930, a travessia mais a jusante do rio, o castelo desempenhou um importante papel na História da Escócia desde os primeiros tempos, tendo sido sitiado e atacado pelo menos 16 vezes. Das suas muralhas descortinam-se as planícies envolventes, onde se travaram três batalhas que decidiram os destinos do reino (além duma quarta disputada alguns quilómetros mais a norte), como:
- a Batalha de Stirling Bridge (1297), onde William Wallace desbaratou um vasto exército inglês que tentava atravessar o Rio Forth.
- a Batalha de Bannockburn (1314), onde as forças de Robert, o Bruce desbarataram forças inglesas em número mais elevado.

Entre cerca do ano 1100 e 1685, o Stirling Castle foi uma das principais residências dos reis e rainhas escoceses e local de reunião da Corte. A partir daí e até 1964 foi quartel-general dos regimentos das Argyll e Sutherland Highlanders.
A maior parte dos edifícios do Castelo de Stirling datam do período compreendido entre 1496 e 1583, quando o complexo foi significativamente ampliado por três reis: Jaime IV, Jaime V e Jaime VI, assim como pela Rainha Maria de Guise, esposa de Jaime V e mãe de Maria da Escócia. Restam poucas estruturas do século XIV, enquanto as defesas exteriores voltadas para a cidade remontam ao início do século XVIII.
Actualmente, o castelo é um Scheduled Ancient Monument (monumento antigo marcado), cuja administração é feita pela Historic Scotland, uma agência estatal responsável pela protecção dos monumentos nacionais.

## História

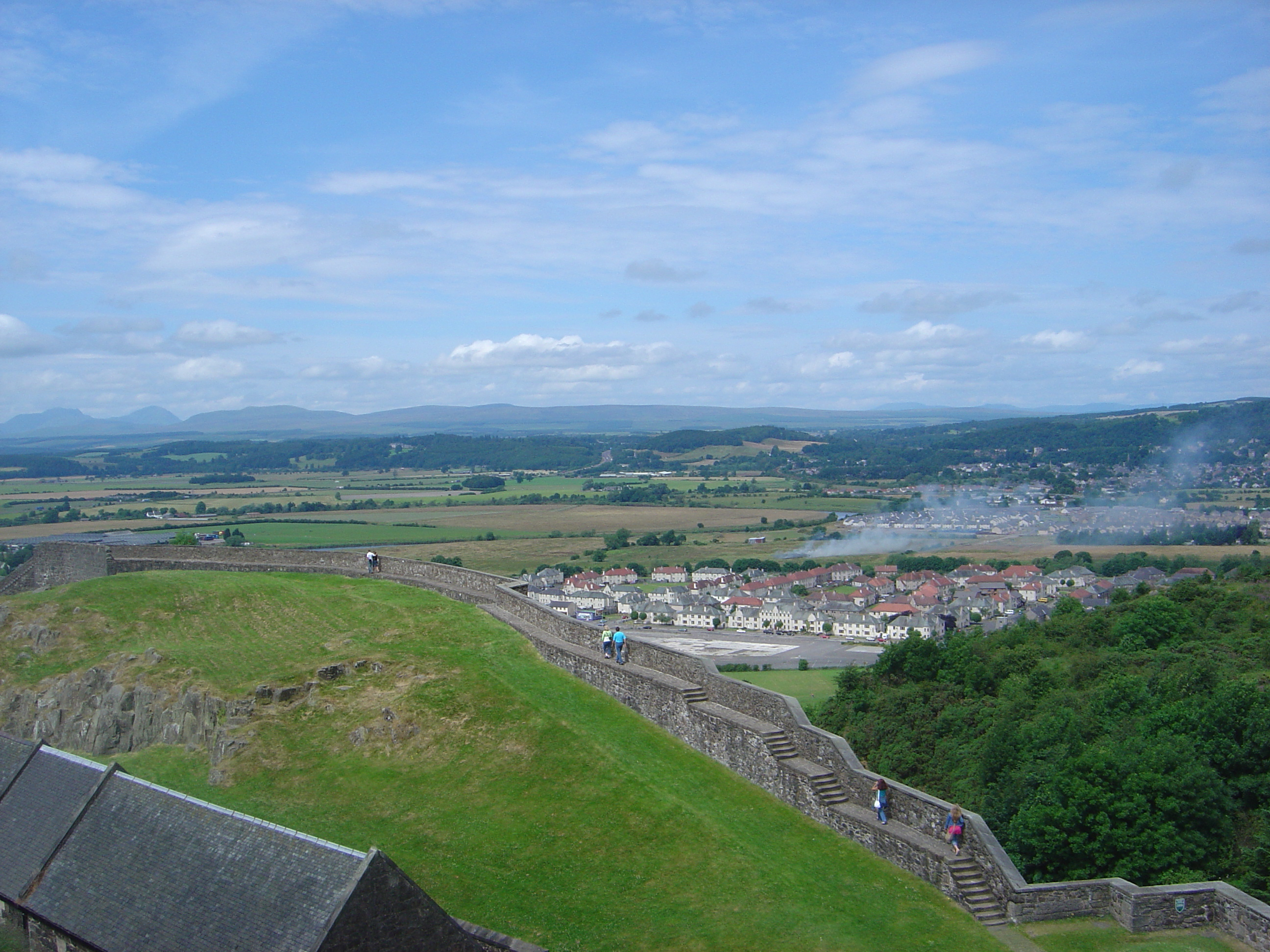
Muralha exterior e paisagem circundante a norte.

Não se pode afirmar com certeza se já os pictos, ou mesmo os romanos, construíram fortificações nos altos penhascos, dos quais toda a parte central da Escócia poderia ser controlada. O primeiro dado seguro diz respeito à fundação duma capela, no ano 1100, pelo Rei Alexandre I.
Em troca da libertação do Rei Guilherme I, o castelo foi ocupado uma primeira vez pelos ingleses em 1174, mas veio a ser devolvido em 1189. Por volta de 1280 tiveram lugar extensas actividades construtivas, embora nada disso reste actualmente.
No século XIII, a campanha escocesa de Eduardo I de Inglaterra incluiu um cerco ao Stirling Castle. Os historiadores acreditam que foi onde o Warwolf ("lobo de guerra"), o maior trabuco alguma vez construído, foi usado pela primeira vez, com efeitos devastadores. Em 1291, enquanto o rei inglês Eduardo I tomava uma decisão sobre a sucessão ao trono da Escócia, o castelo esteve uma vez mais sob o controle da Inglaterra. No dia 11 de Setembro de 1297, os escoceses, liderados por William Wallace, venceram a Batalha de Stirling Bridge e recuperaram o vizinho castelo. No entanto, depois da Batalha de Falkirk (22 de Julho de 1298), o castelo foi novamente perdido para os ingleses, mas Robert, o Bruce, tomou-o de volta, em 1299, depois dum cerco.

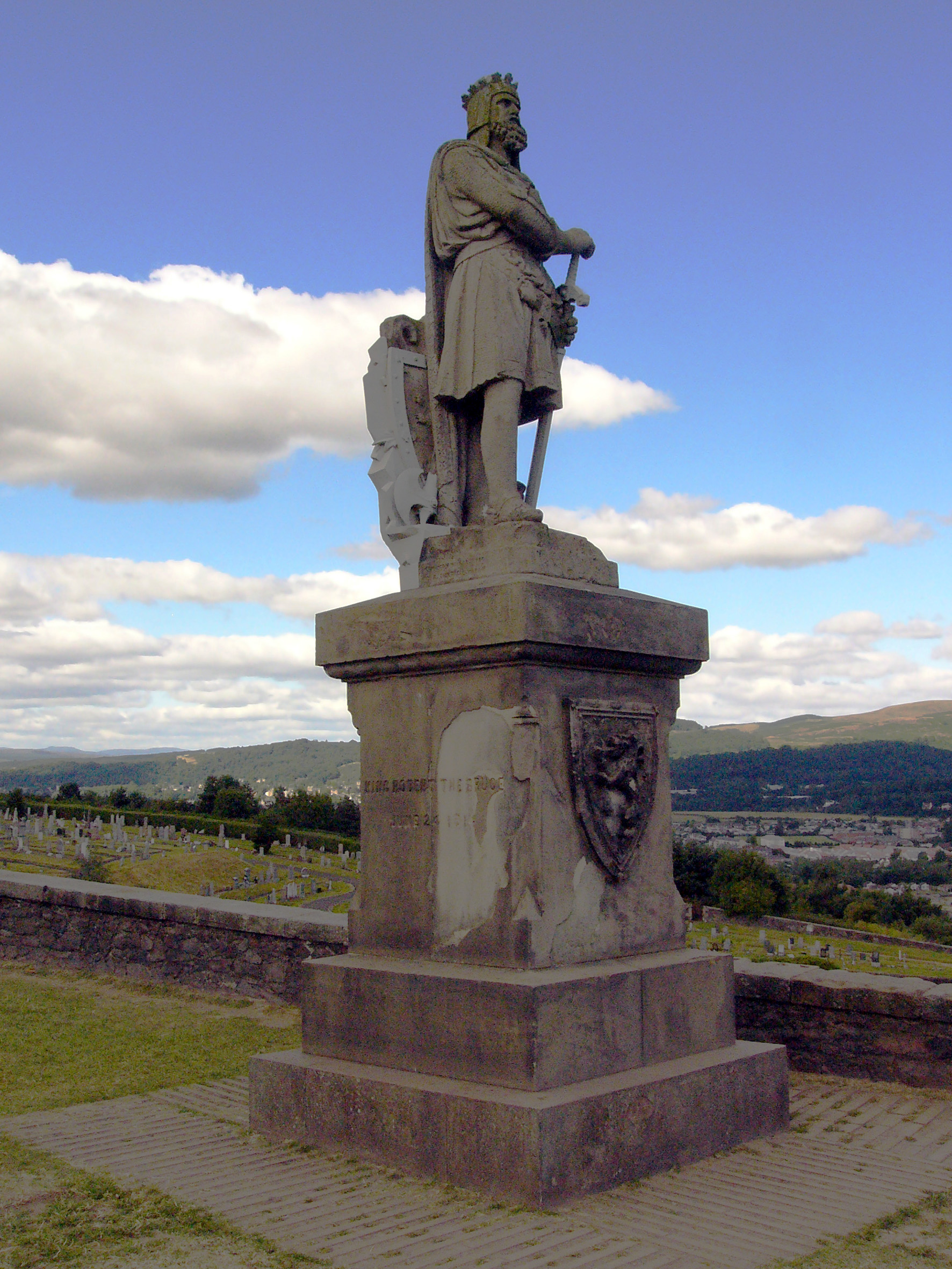
Estátua de Robert o Bruce na esplanada do castelo.

Seis anos mais tarde, o Stirling Castle foi o último castelo rebelde mantido pelos escoceses, estando cercado pelos ingleses desde Abril de 1304. Um total de doze armas de cerco disponíveis (incluindo provavelmente um trabuco) bombardearam incessantemente o castelo com bolas de chumbo, fogo grego, pedras e até mesmo com uma mistura de pólvora. Finalmente, foi revelada a guarnição escocesa de trinta homens após quase quatro meses de cerco.
Dez anos depois houve uma reviravolta na sorte da guerra. Os escoceses sitiaram, então, o castelo sob o comando de Eduardo Bruce. Depois do seu irmão Robert ter devastado solidamente os ingleses, no dia 24 de Junho de 1314, na Batalha de Bannockburn, também o vizinho Stirling Castle foi ocupado. Depois da sua vitória na Batalha de Halidon Hill (19 de Julho de 1333), os ingleses tomaram novamente o controle do castelo. Depois dum cerco vencido em 1337, o futuro Rei Roberto II conseguiu reconquistar o castelo, em 1343, para a Escócia.
No dia 11 de Junho de 1488 teve lugar, a apenas três quilómetros de distância, a Batalha de Sauchieburn, travada entre as tropas do rei e elementos subversivos, durante a qual o Rei Jaime III foi morto. O seu sucessor, Jaime IV, deu início, em 1496, a grandes expansões do castelo, o qual se converteria, até 1583, num imponente palácio de representação.

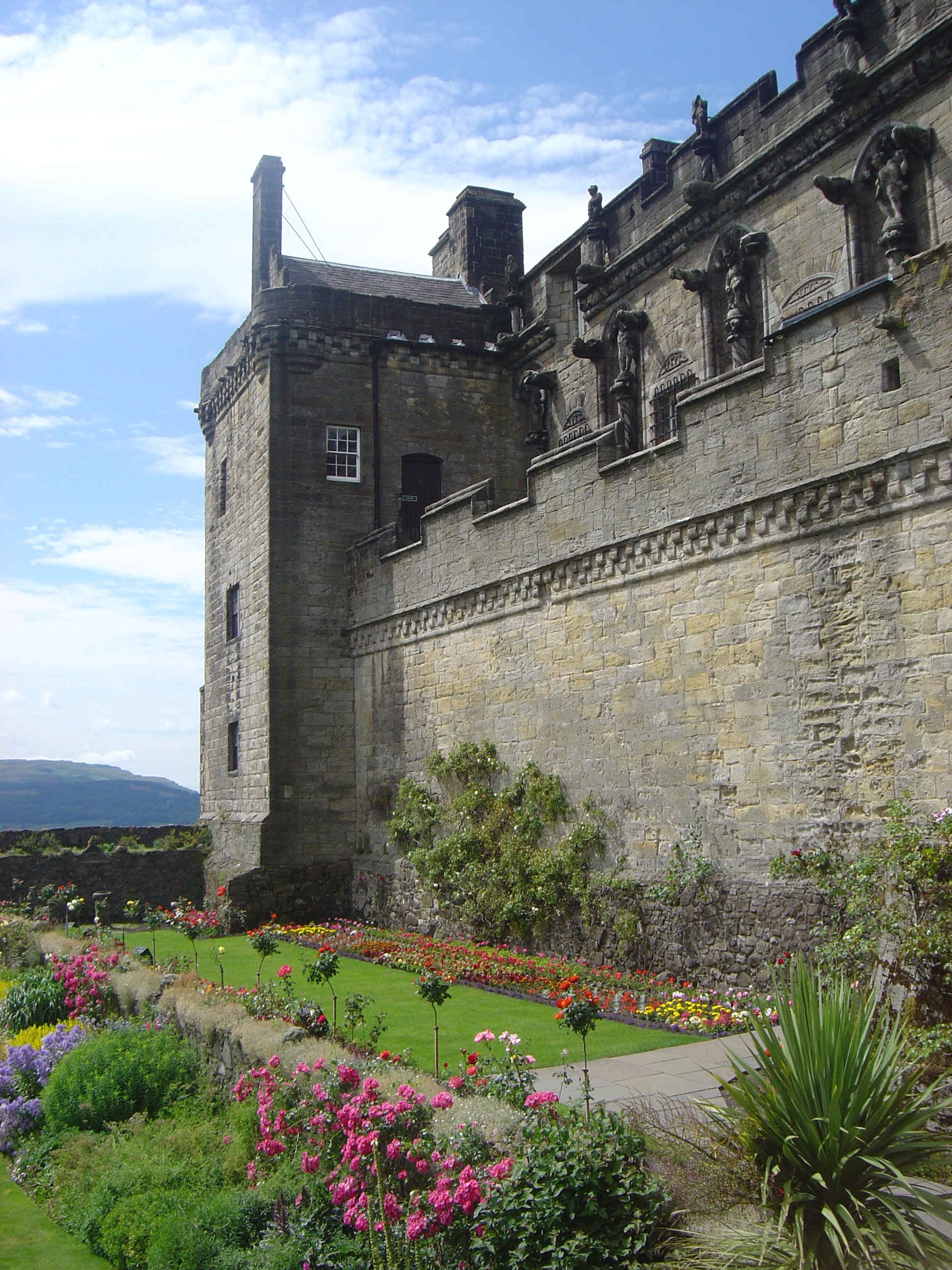
Jardim do palácio, lado sul do Palácio Real.

Por volta de 1538, o rei Jaime V da Escócia mandou construir aqui um palácio para si e para a sua rainha de origem francesa, Maria de Guise. O chamado Palácio Real é uma obra-prima da arquitectura do Renascimento, com belas estátuas adornando as suas paredes externas.
No dia 9 de Setembro de 1543, a Grande Capela, ou Capela Real, foi palco da coroação de Maria Stuart como rainha da Escócia. Também aqui seria baptizado, em 1566, o seu filho e futuro Rei Jaime VI da Escócia (e Jaime I da Inglaterra), sendo utilizada como pia baptismal uma fonte de ouro maciço emprestada por Isabel I de Inglaterra. Um ataque ao palácio por parte dos adeptos da rainha foi repelido em 1571. No dia 17 de Abril de 1584 foi ocupado pelo insurgente senhor do castelo, mas duas semanas depois foi devolvido.
Depois da ascensão do rei Jaime VI da Escócia ao trono inglês, o centro do governo deslocou-se para Londres e o Castelo de Stirling perdeu importância como residência real.
No dia 3 de Agosto de 1650 as tropas de Oliver Cromwell montaram cerco ao castelo e tomaram-no no dia 14 do mesmo mês, tendo o edifício ficado fortemente danificado. No dia 30 de Março de 1685 o castelo perdeu o seu estatuto como residência real e tornou-se numa base militar. No final do século XVII e no século XVIII, as suas defesas foram reforçadas face às rebeliões jacobinas. Entre 1711 e 1714 fizeram-se extensas melhorias nas instalações de defesa. No dia 13 de Novembro de 1715 os jacobitas foram derrotados na Batalha de Sheriffmuir, alguns quilómetros a norte de Stirling. O exército rebelde de Carlos Eduardo Stuart capturou a cidade no dia 6 de Janeiro de 1746, sem a oposição da artilharia do castelo.

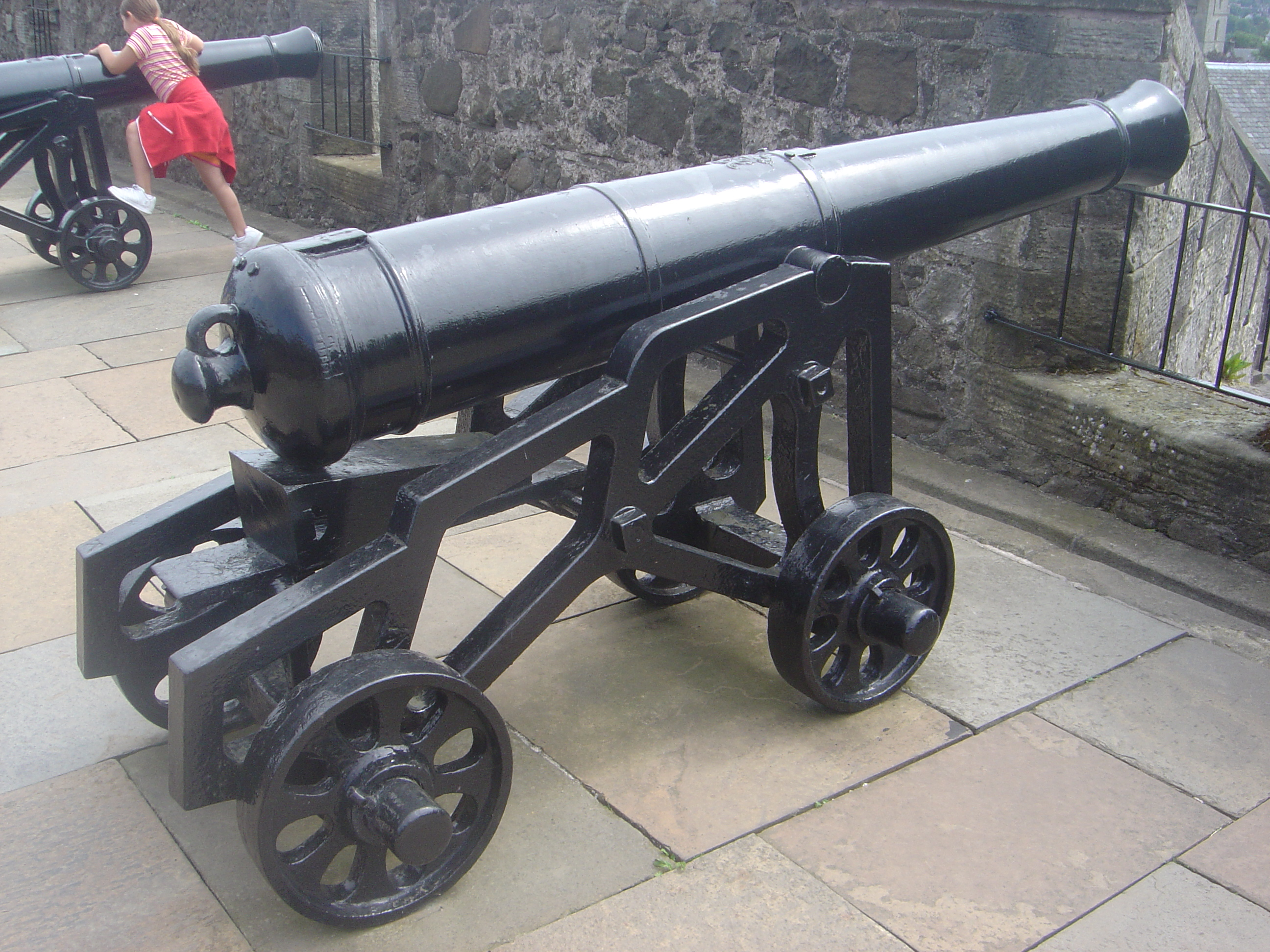
Canhão na muralha do castelo.

Entre 1800 e 1964, o castelo foi propriedade do gabinete de guerra e serviu como quartel. Durante as guerras revolucionárias contra a França, travadas no início do século XIX, uma grande parte da estrutura, convertida em quartel, serviu para treinar soldados escoceses que mais tarde lutariam no continente europeu. A partir de então foram feitas muitas alterações: o Grande Hall tornou-se num bloco de alojamentos; a Capela Real foi transformada em teatro de leitura e galeria de jantar; o Antigo Edifício do Rei tornou-se numa enfermaria e o Palácio Real deu lugar à messe dos oficiais. Esforços para devolver todos esses edifícios ao seu estado original ainda estão a ser feitos. Durante esse período, também foram construídos vários edifícios novos, incluindo uma prisão e um paiol de pólvora, no Nether Bailey, em 1810. Em Setembro de 1906, o Rei Eduardo VII expressou publicamente o seu desagrado pelo uso indevido daquele castelo com significado histórico; a partir de então, a sociedade de protecção de monumentos históricos tratou de devolver a sua condição original. Finalmente, em 1964 o exército deixou o Castelo de Stirling.
Desde então, muitos edifícios foram restaurados e reconstruído para que o castelo apresente hoje o aspecto que tinha no final do século XVII. O castelo permanece como quartel-general do regimento das Argyll e Sutherland Highlanders, embora o regimento já não esteja ali aquartelado. No interior do castelo está instalado o Museu do Regimento.

## Arquitectura

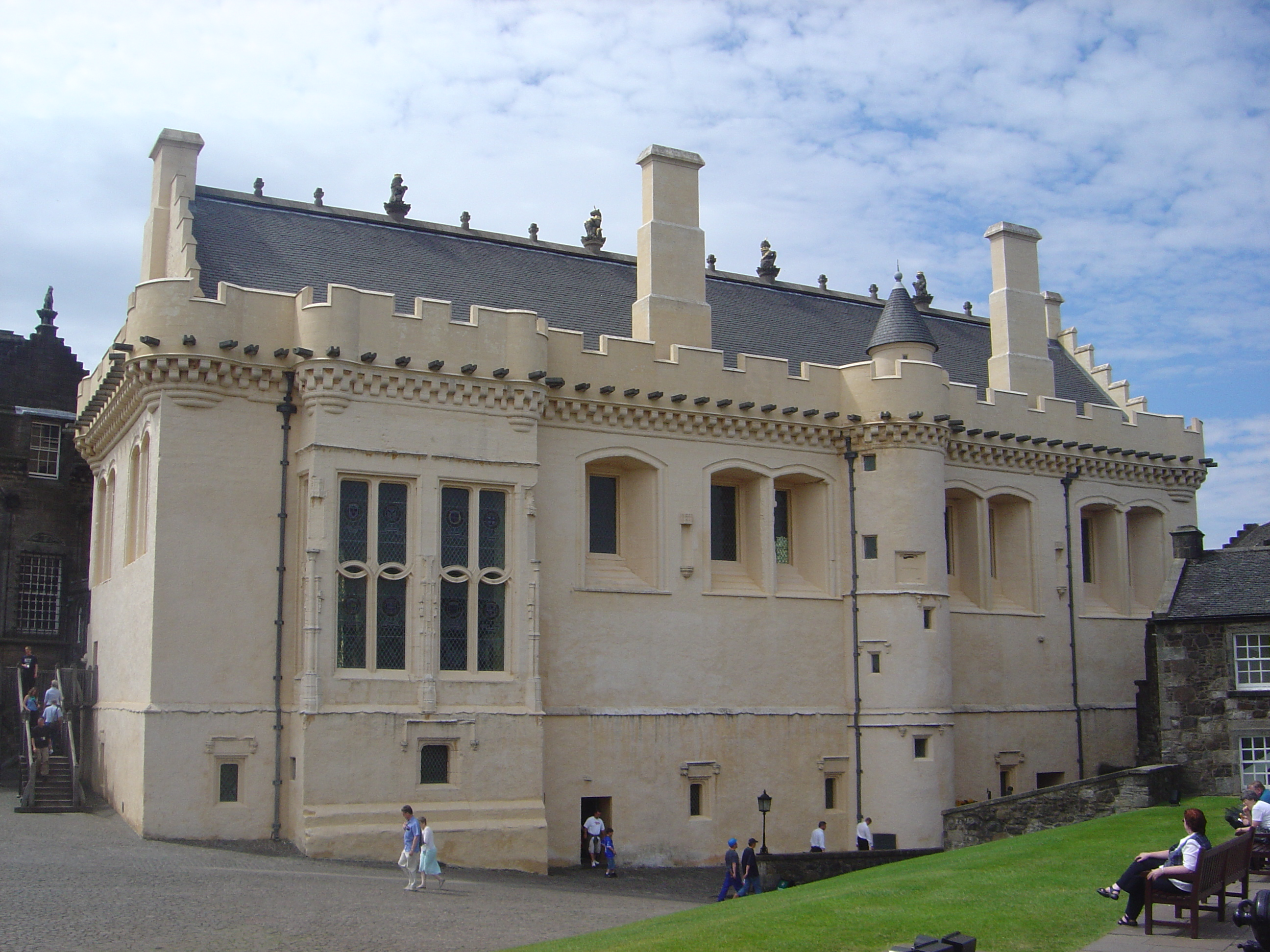
Exterior do Grande Hall.

Uma vez que a colina do castelo apresenta penhascos íngremes em três dos lados, o complexo é acessível apenas por sul, sendo especialmente bem fortificado desse lado. A portaria, que permite o acesso a partir das defesas exteriores ao castelo propriamente dito, encontra-se no pátio interior (Guardroom Square). Esta estrutura foi erguida, entre 1501 e 1506, pelo Rei Jaime IV, fazendo parte, inicialmente, duma "frente" que se estendia ao longo de toda a largura da rocha. Em ambas as extremidades existiam enormes blocos de casas rectangulares. No meio, a única passagem era guardada por quatro torres redondas com telhados cónicos. Mas quando a instalação foi construída, isso deveu-se ao facto da artilharia já estar desactualizada. Em 1559 e no período entre 1711 e 1714 foram introduzidas extensas alterações, como o estabelecimento duma casamata ou de estruturas que permitissem o enfileiramento de canhões. Hoje ainda existem o bloco de casas da parte sul, ou Prince's Tower (agora associado ao palácio construído posteriormente), o muro circundante contíguo, a passagem e a parte inferior das torres interiores, assim como pequenos vestígios das torres exteriores e do bloco de casas da parte norte.
Através duma outra passagem chega-se ao pátio central (Outer Close). À esquerda encontram-se alguns edifícios, como a casa do comandante da fortaleza (erguida em 1790). A antiga ala da cozinha foi nivelada em 1689 e substituída por uma Bateria, no relativamente fraco lado leste com canhões para defendê-lo. A parte inferior da ala da cozinha foi parcialmente reconstruída em 1921. O portão do lado norte ainda remonta, em parte, ao ano de 1380, sendo, deste modo, a mais antiga parte sobrevivente do castelo; o edifício também serviu durante muito tempo como local de cunhagem de moeda.
No lado direito do pátio central encontram-se os dois edifícios mais importantes do castelo: o Grande Hall (Great Hall) e o Palácio Real. O Grande Hall, construído em estilo renascentista entre 1501 e 1504, com os seus 38,1 metros de comprimento e 14,3 de largura, é o maior de seu género construído na Escócia. Provavelmente foi concebido pessoalmente pelo Rei Jaime IV para albergar espectaculares banquetes e celebrações. Durante cerca de um século realizaram-se aqui os mais importantes eventos sociais da família real escocesa, incluindo frequentes sessões do Parlamento Escocês. Também foi aqui que tiveram lugar os magníficos festejos oferecidos por Maria Stuart para celebrar o baptizado do seu filho.
Depois da subida de Jaime VI ao trono da Inglaterra, e da sua mudança para Londres, o Grande Hall passou a ser usado como estábulo e depósito de carruagens. Durante o século XVIII, o salão foi dividido em vários andares e salas, a fim de criar alojamentos para as tropas. Depois da saída dos militares, em 1964, o Grande Hall foi restaurado e devolvido ao seu aspecto original, tendo sido reaberto ao público em 1999. Destacam-se cinco lareiras ornamentadas, escadas em caracol e um impressionante tecto, construído com a madeira de cerca de 350 carvalhos.
O Palácio Real foi construído entre 1537 e 1543 e é uma combinação entre o estilo renascentista e o barroco tardio. O edifício é rectangular e tem um pequeno pátio, a "Caverna do Leão" (Lion's Den). A ala norte era a área do rei, enquanto a ala sul era a área da rainha. Ambas estão estruturadas de forma semelhante: da Câmara da guarda pode entrar-se na sala de audiências e, finalmente, nos aposentos privados. Enquanto as três fachadas do interior estão elaboradamente decoradas, a fachada ocidental, voltada para as rochas, apresenta-se humilde e rude, uma vez que, depois da morte de Jaime V, nunca foi concluída. Os tectos da sala de audiências do rei eram decorados por retrato circulares, os "dirigentes de Stirling". No entanto, estes foram removidos em 1777 e instalados no Smith Institute, em Stirling, ou no National Museum of Antiquities, em Edimburgo.
A área entre o Grande Hall e o Palácio Real pode ser alcançada por uma passagem situada no topo do pátio central. Esta é flanqueada pelo Antigo Edifício do Rei (King's Old Building), no lado oeste, e a Capela Real (Chapel Royal), no lado norte. O Antigo Edifício do Rei foi erguido, em 1496, no ponto mais alto da colina do castelo, tendo substituído um edifício anterior. Serviu até cerca de 1543 como residência principal, quando o novo palácio real foi concluído. Posteriormente, o edifício serviu principalmente como alojamento de tropas. A parte norte foi gravemente danificada por um incêndio, em 1855, e depois reconstruída. Actualmente, está instalado no edifício o Museu do Regimento das Argyll e Sutherland Highlanders.
A existência duma capela é testemunhada desde o ano 1110. Depois de 1412 foi erguida uma nova capela, demolida em 1594 e novamente substituída pelo edifício rectangular que ainda hoje existe. Em 1633 a capela foi ricamente decorada pelo artista Valentine Jenkins. Por volta do ano 1900 a capela serviu como cantina das tropas, espaço de treino e armazém. Por volta de 1930 tiveram início extensos restauros que duraram até 1996.
Através do portão norte e duma escadaria pode alcançar-se a parte mais profunda do lado norte da colina (Nether Bailey). Em 1810 foram construídos aqui três armazéns de pólvora e uma casa da guarda, a que se seguiu um quarto paiol de pólvora erguido em 1860. A cerca de todo o complexo forma a muralha exterior norte.

## Uso moderno

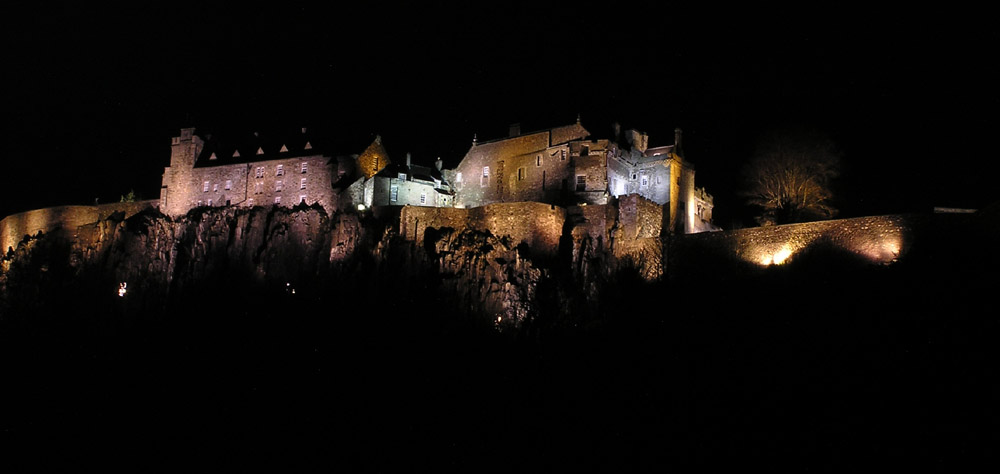
Vista nocturna do Stirling Castle.

A esplanada do castelo, ou campo de parada, tem sido usada como local de concertos ao ar livre por vários artistas conhecidos, alguns dos quais usaram o castelo e o cenário envolvente para filmar DVDs ""em concerto". Entre os actos mais recentes incluem-se concertos dos R.E.M., Ocean Colour Scene, Bob Dylan, Wet Wet Wet e Runrig. A esplanada também acolhe as celebrações hogmanay da cidade.
Uma ilustração do castelo é apresentada, actualmente, no reverso da presente série de notas de 20 libras emitida pelo Clydesdale Bank, com Robert o Bruce, montado a cavalo, no fundo.
Desde Janeiro de 2002, o Estúdio de Tapeçaria do West Dean College tem trabalhado na recriação das tapeçarias The Hunt of the Unicorn ("A Caça do Unicórnio"). As tapeçarias serão exibidas na Queen's Presence Chamber do Castelo de Stirling, sendo parte do projecto para remobiliar o castelo tal como ele estaria no século XVI. Historiadores que estudaram o reinado de Jaime IV acreditam que uma série semelhante de tapeçarias do "Unicórnio" fez parte da colecção real. A equipa do West Dean Tapestry visitou os claustros do Metropolitan Museum of Art, de Nova York, para inspeccionar os originais e pesquisar as técnicas medievais, a paleta de cores e os materiais. Este projecto deverá estar concluído em 2014. Os tecelões estão a trabalhar tanto em West Dean, West Sussex, como no Stirling Castle.